# The Lost Chord (film 1917)
The Lost Chord è un film muto del 1917 diretto da Wilfred Noy.

## Trama
Un musicista ama una donna sposata. Lei si chiude in convento, diventando una suora. Anni dopo, l'uomo si innamorerà della figlia della sua antica fiamma che, nel frattempo, è morta.

## Produzione
Il film fu prodotto dalla Clarendon.

## Distribuzione
Distribuito dalla Clarendon, il film uscì nelle sale cinematografiche britanniche nel gennaio 1917.
Ne venne fatto un remake, The Lost Chord del 1933, diretto da Maurice Elvey.